# Atrichopogon salisburiensis
Atrichopogon salisburiensis är en tvåvingeart som beskrevs av Meillon 1959. Atrichopogon salisburiensis ingår i släktet Atrichopogon och familjen svidknott. Inga underarter finns listade i Catalogue of Life.